# 弗拉芒民族联盟

弗拉芒民族聯盟黨旗

弗拉芒民族联盟（荷蘭語：Vlaamsch Nationaal Verbond）是比利時歷史上的一個政党，該黨成立於1933年。該黨支持弗拉芒运动，也支持將佛兰德斯與荷兰合並成大荷兰。 第二次世界大战期间德國佔領比利時後，该党與納粹德國合作。1944年同盟國軍隊攻佔比利时后，弗拉芒民族联盟被取缔。